# Gravity (album của Kenny G)
Gravity là album phòng thu thứ ba của nghệ sĩ saxophone người Mỹ Kenny G. Album được phát hành bởi hãng thu âm BMG năm 1985, đã đạt vị trí 13 trên bảng xếp hạng Album nhạc Jazz của Billboard, 37 trên Album R&B/Hip-Hop, và 97 trên Billboard 200.
Đĩa đơn "Love on the Rise" cũng đã leo đến vị trí số 24 trên Billboard Hot R&B/Hip-Hop Singles & Tracks.

## Danh sách nhạc phẩm
1. "Love On The Rise" (hợp tác cùng Kashif) - 4:19
2. "One Man Poison (Another Man's Sweetness)" - 4:18
3. "Where Do We Take it (From Here)"- 4:37
4. "One Night Stand" - 5:01
5. "Japan" - 4:22
6. "Sax Attack" - 5:03
7. "Virgin Island" (Kenny G) - 4:00
8. "Gravity" - 3:13
9. "Last Night of the Year" (Kenny G) - 2:43

## Xếp hạng
| Bảng xếp hạng (1985)              | Vị trí cao nhất |
| --------------------------------- | --------------- |
| U.S. Billboard 200                | 97              |
| U.S. Billboard Jazz Albums        | 13              |
| U.S. Billboard R&B/Hip-Hop Albums | 37              |